# Дзялошин
Дзяло́шин (пол. Działoszyn) — місто в південно-центральній Польщі, на річці Варта.
Належить до Паєнчанського повіту Лодзького воєводства.

## Демографія
Демографічна структура станом на 31 березня 2011 року:
|          | Загалом | Допрацездатний вік | Працездатний вік | Постпрацездатний вік |
| -------- | ------- | ------------------ | ---------------- | -------------------- |
| Чоловіки | 3118    | 591                | 2192             | 335                  |
| Жінки    | 3198    | 579                | 1943             | 676                  |
| Разом    | 6316    | 1170               | 4135             | 1011                 |